# The Time Traveler's Wife (série de televisão)
The Time Traveler's Wife (bra: A Mulher do Viajante no Tempo) é uma série de televisão de drama romântico e ficção científica escrita por Steven Moffat e baseada no romance de mesmo nome de Audrey Niffenegger . É estrelado por Rose Leslie e Theo James, e estreou na HBO em 15 de maio de 2022.

## Sinopse
The Time Traveler's Wife é uma história de amor que segue o relacionamento e eventual casamento de Clare e Henry, que torna-se complicado pelas viagens no tempo de Henry.

## Elenco
- Rose Leslie como Clare Abshire
- Theo James como Henry DeTamble
- Michael Park como Philip Abshire
- Jaime Ray Newman como Lucille Abshire
- Kate Siegel como Annette DeTamble
- Will Brill como Ben

## Produção
Em 31 de julho de 2018, foi anunciado que a HBO havia dado à produção um pedido direto para a série. A série será escrita por Steven Moffat, baseada no romance de mesmo nome de Audrey Niffenegger, que também será produtora executiva ao lado de Sue Vertue e Brian Minchin . As empresas de produção envolvidas com a série estão programadas para incluir Hartswood Films e Warner Bros. Televisão .
Em fevereiro de 2021, Rose Leslie e Theo James foram escalados como protagonistas da série. Em abril de 2021, Desmin Borges e Natasha Lopez se juntaram ao elenco principal. As filmagens da série começaram em maio em Nova York e terminaram em outubro com algumas filmagens também ocorridas em Chicago. David Nutter dirigiu todos os seis episódios. Em maio de 2021, Caitlin Shorey, Everleigh McDonnell, Michael Park, Jaime Ray Newman, Taylor Richardson, Peter Graham, Brian Altemus, Jason David, Kate Siegel, Josh Stamberg, Chelsea Frei, Marcia DeBonis, Will Brill e Spencer House se juntaram ao elenco de as séries. A série estreou em 15 de maio de 2022.

## Recepção

### Resposta da Crítica
No site de críticas Rotten Tomatoes, a série possui 36% de aprovação com base em 25 críticas, com uma classificação média de 5,4/10. O consenso dos críticos do site diz: "Embora seja fácil se deixar levar pelo romance de artistas tão atraentes quanto Rose Leslie e Theo James, The Time Traveler's Wife muitas vezes quebra o clima com sua presunção a".  No Metacritic, a série tem uma pontuação de 44 em 100, com base em 23 críticas, indicando "críticas mistas ou médias".

### Classificações
| № | Título | Exibição original | Rating/share (18–49) | Audiência (em milhões) | DVR (18–49) | Audiência em DVR (milhões) | Total (18–49) | Audiência total (em milhões) |
| - | ------ | ----------------- | -------------------- | ---------------------- | ----------- | -------------------------- | ------------- | ---------------------------- |